# Avance (Garonne)
Die Avance ist ein Fluss in Frankreich, der im Département Lot-et-Garonne in der Region Nouvelle-Aquitaine verläuft. Sie entspringt im Gemeindegebiet von Boussès, entwässert generell in nördlicher Richtung durch die östlichen Ausläufer des Forêt des Landes und mündet nach rund 56 Kilometern unterhalb von Gaujac als linker Nebenfluss in die Garonne. Im Mündungsabschnitt unterquert die Avance den Canal latéral à la Garonne.

## Orte am Fluss
- Boussès
- Durance
- Casteljaloux
- Argenton
- Samazan
- Gaujac